# Schemat orurowania i oprzyrządowania

Przykładowy Schemat OO – pompa ze zbiornikiem. Użyte symbole zgodne z EN ISO 10628 oraz EN 62424.

Schemat orurowania i oprzyrządowania (schemat OO) (ang. piping and instrumentation diagram/drawing, P&ID) – jest schematem w procesie produkcyjnym (zob. proces technologiczny) pokazującym orurowanie pojedynczego systemu, jego części lub nawet konkretnego detalu wraz z urządzeniami i oprzyrządowaniem. Może również przedstawiać schemat połączeń dwóch i więcej różnych systemów.

## Zawartość schematu OO
- Oprzyrządowanie wraz z oznaczeniami
- Urządzenia mechaniczne wraz z nazwami i numerami
- Wszelkie zawory z identyfikatorami
- Rury z podanymi wielkościami i innymi parametrami ułatwiającymi identyfikację
- Inne elementy – odpowietrzniki, spusty, kształtki specjalne, próbniki, reduktory,
- Kierunki przepływu
- Odnośniki wskazujące miejsce (lub numer innego schematu) kontynuacji linii
- Ustalona fizyczna kolejność i miejsce usytuowania urządzeń
- Oznaczenia jednostek kontrolujących
- Tabela zmian
- Standard wykonania
- Identyfikatory dostawcy i odbiorcy
- Identyfikacja komponentów i podsystemów dostarczanych i/lub montowanych przez inne podmioty/dostawców

Schemat OO nie powinien zawierać takich danych jak: dane techniczne urządzeń oraz ich wewnętrznej instalacji; Określenia konkretnej lokalizacji przebiegu rurociągu, w tym kolanek, trójników, złączek i innej armatury; danych dotyczących ciśnienia, przepływu i temperatury; obszernych wyjaśnień.
Są to jednak tylko ogólne wytyczne, dostosowywane do własnych wymogów przez poszczególne branże, jako że wspólne i jednolite standardy do teraz nie zostały stworzone.

## Funkcje i zawartość
Institute of Instrumentation and Control definiuje Schemat orurowania i oprzyrządowania następująco:
1. schemat, który pokazuje wzajemne połączenia urządzeń procesowych i oprzyrządowania używanego do sterowania tymże procesem. W procesach przemysłowych, przy tworzeniu rysunków używany jest standardowy zestaw symboli, który zazwyczaj oparty jest na standardzie S5. 1 opracowanym przez International Society of Automation (ISA);
2. podstawowy rysunek schematyczny instalacji obrazującym sterowanie procesem.

Schemat OO odgrywa istotną rolę w utrzymaniu i modyfikacji procesu, którego dotyczy. Najważniejszym w nim jest, aby ukazać fizyczną sekwencję urządzeń i systemów oraz jak są połączone. Na etapie projektowania, schemat zapewnia również podstawę do rozwoju wykresów kontroli systemu, co pozwala na dalsze badania operacyjne w zakresie bezpieczeństwa, takie jak analiza zagrożeń i zdolności operacyjnych wymawiane często jako HAZOP.
Do zakładów przetwórczych, jest obrazowym przedstawieniem:
- Szczegółów kluczowych rurociągów i aparatury
- Systemów sterowania i zasilania
- Wymogów regulacyjnych i bezpieczeństwa
- Podstawowych informacjach startowych i operacyjnych

## Symbole urządzeń, aparatury i oprzyrządowania
Poniżej przedstawiona jest lista niektórych symboli używanych w schematach OO zgodne z ISO 10628 oraz ISO 14617.
|  | Rura                                                  |  | Rura izolowana                                |  | Rura w płaszczu lub kanale                                                               |  | Chłodzona lub ogrzewana rura                                                                          |
|  | Przewód giętki                                        |  | Zawór – ogólnie                               |  | Zawór regulacyjny                                                                        |  | Zawór sterowany ręcznie                                                                               |
|  | Zawór iglicowy                                        |  | Zawór motylkowy (przepustnica)                |  | Zawór membranowy                                                                         |  | Zawór kulowy                                                                                          |
|  | Zawór zwrotny                                         |  | Zawór zwrotny klapowy                         |  | Zawór redukcji ciśnienia                                                                 |  | Zawór suwakowy (Zasuwa)                                                                               |
|  | Kurek jednodrogowy                                    |  | Zawór trójdrożny                              |  | Zawór bezpieczeństwa                                                                     |  | Zawór sterowany na odległość                                                                          |
|  | Sterowanie zaworami automatyczne – ogólnie            |  | Zawór rozdzielający 3/2 normalnie zamknięty   |  | Zawór sterujący (rozdzielacz) trójpołożeniowy (pokazane przepływy przy każdym położeniu) |  | Kryza                                                                                                 |
|  | Dławienie czynnika                                    |  | Dławienie czynnika z przekrojem regulowanym   |  | Manometr                                                                                 |  | Wziernik                                                                                              |
|  | kominek (odpowietrzenie)                              |  | Odpowietrzenie zakończone łukiem              |  | Lejek                                                                                    |  | Siatka filtracyjna                                                                                    |
|  | Zbiornik otwarty pionowy                              |  | Zbiornik bezciśnieniowy zamknięty pionowy     |  | Zbiornik ciśnieniowy poziomy (leżący)                                                    |  | Zbiornik ciśnieniowy pionowy (stojący)                                                                |
|  | Zbiornik pneumatyczny                                 |  | Chłodnica                                     |  | Nagrzewnica                                                                              |  | Filtr – ogólnie                                                                                       |
|  | Smarownica                                            |  | Osuszacz powietrza                            |  | Pompa hydrauliczna                                                                       |  | Pompa hydrauliczna o jednym kierunku przepływu, stałej objętości roboczej i o jednym kierunku obrotów |
|  | Silnik hydrauliczny o stałej objętości roboczej       |  | Pompa                                         |  | Pompa próżniowa lub sprężarka                                                            |  | Butla gazowa                                                                                          |
|  | Dmuchawa/Wentylator                                   |  | Dmuchawa osiowa/Wentylator osiowy             |  | Dmuchawa promieniowa/Wentylator promieniowy                                              |  | Odwadniacz                                                                                            |
|  | Wymiennik ciepła – ogólnie                            |  | Wymiennik ciepła wężownicowy                  |  | Wymiennik ciepła płytowy                                                                 |  | Wymiennik ciepła spiralny                                                                             |
|  | Wymiennik ciepła dwukomorowy                          |  | Wymiennik płaszczowo-rurowy                   |  | Wymiennik ciepła z U-rurkami                                                             |  | Urządzenie do przesiewania – ogólnie                                                                  |
|  | Naczynie z elementami – ogólnie                       |  | Naczynie z wypełnieniem stałym                |  | Naczynie z półkami                                                                       |  | Naczynie z półkami kołpakowymi (np. Kolumna rektyfikacyjna)                                           |
|  | Naczynie z wypełnieniem zawiesinowym                  |  | Piec                                          |  | Suszarka                                                                                 |  | Suszarka rozpryskowa                                                                                  |
|  | Maszyna krusząca – ogólnie                            |  | Kruszarka – ogólnie                           |  | Chłodnia kominowa/Wieża chłodnicza                                                       |  | Worek                                                                                                 |
|  | Mieszadło – ogólnie                                   |  | Mieszalnik ciśnieniowy z płaszczem (autoklaw) |  | Mieszalnik                                                                               |  | |
|  | Cylinder (siłownik) jednostronnego działania pchający |  | Cylinder (siłownik) dwustronnego działania    |  | Cylinder (siłownik) teleskopowy jednostronnego działania                                 |  | Cylinder (siłownik) teleskopowy dwustronnego działania                                                |